# 朱厚熑
怀安庄惠王朱厚熑（1500年代—1578年），明朝崇靖王朱祐樒嫡次子，明英宗曾孙。

## 生平
正德十一年（1516年）十月，明武宗遣英國公張崙、安鄉伯張坤、泰寧侯陳儒、清平伯吳傑、武平伯陳熹、通政使司右參議王萱、武靖伯趙弘澤、東寧伯焦洵、惠安伯張偉、永康侯徐源、寧陽侯陳繼祖、武進伯朱本、建平伯高霳、彰武伯楊質為正使，工科給事中翟瓚、行人司司正謝能繼、中書舍人張永齡、任鼐、鴻臚寺右寺丞吳淓、兵科給事中毛憲、周文熙、行人司行人華淳、太常寺寺丞朱天麟、中書舍人張天保、行人司行人王汝敬、中書舍人楊依澤、行人司行人呂律、禮部署員外郎主事侯綸、行人司行人鄧顯麒為副使，持節冊封朱厚熑為懷安王。
嘉靖三十二年（1553年）十二月，朱厚熑的侄子崇庄王朱载境援引襄府棗陽王朱祐楒妃單氏的例子，请求追封朱厚熑的已故内助周氏為王妃。嘉靖三十三年（1554年）十二月，礼部认为当初單氏仅仅作为镇国将军的生母就被封妃是严重逾制，周氏只生有两个女儿也援引此例以图侥幸，应该予以规范：亲王妾生子则封夫人，亲王嫡母不在世时生母封次妃，郡王嫡母不在世时生母封夫人，且都不給誥命冠服、裁減身後祭葬，此外不得胡乱请封，获准。
万历六年（1578年），朱厚熑去世。萬曆七年（1579年）四月，賜謚號、冊文。万历十一年（1583年）四月，其庶长子朱载垌受册袭封怀安王。